# Wimbledon 1949
De 63e editie van het Britse grandslamtoernooi, Wimbledon 1949, werd gehouden van maandag 20 juni tot en met zaterdag 2 juli 1949. Voor de vrouwen was het de 56e editie van het graskampioenschap. Het toernooi werd gespeeld bij de All England Lawn Tennis and Croquet Club in de wijk Wimbledon van de Britse hoofdstad Londen. De titels in het enkelspel werden gewonnen door Ted Schroeder en Louise Brough.
Op de enige zondag tijdens het toernooi (Middle Sunday) werd traditioneel niet gespeeld.
Het toernooi van 1949 trok 253.410 toeschouwers.

## Belangrijkste uitslagen
Mannenenkelspel

Finale: Ted Schroeder (VS) won van Jaroslav Drobný (Tsjecho-Slowakije) met 3-6, 6-0, 6-3, 4-6, 6-4 
Vrouwenenkelspel

Finale: Louise Brough (VS) won van Margaret duPont (VS) met 10-8, 1-6, 10-8 
Mannendubbelspel

Finale: Pancho Gonzales (VS) en Frank Parker (VS) wonnen van Gardnar Mulloy (VS) en Ted Schroeder (VS) met 6-4, 6-4, 6-2 
Vrouwendubbelspel

Finale: Louise Brough (VS) en Margaret duPont (VS) wonnen van Gussie Moran (VS) en Patricia Todd (VS) met 8-6, 7-5 
Gemengd dubbelspel

Finale: Sheila Summers (Zuid-Afrika) en Eric Sturgess (Zuid-Afrika) wonnen van Louise Brough (VS) en John Bromwich (Australië) met 9-7, 9-11, 7-5 
Meisjesenkelspel

Finale: Christiane Mercelis (België) won van Sue Partridge (VK) met 6-4, 6-2 
Jongensenkelspel

Finale: Staffan Stockenberg (Zweden) won van John Horn (VK) met 6-2, 6-1 
Dubbelspel bij de junioren werd voor het eerst in 1982 gespeeld.

## Toeschouwersaantallen
|           |        | Eerste week |         | Tweede week |
| --------- | ------ | ----------- | ------- | ----------- |
| Maandag   |        | 19.540      |         | 24.525      |
| Dinsdag   | 18.312 | 20.447      |         |             |
| Woensdag  | 22.681 | 25.227      |         |             |
| Donderdag | 24.714 | 18.134      |         |             |
| Vrijdag   | 22.574 | 17.090      |         |             |
| Zaterdag  | 26.785 | 15.381      |         |             |
| Zondag    | –      | –           |         |             |
| Totaal    |        | 253.410     | 253.410 | 253.410     |

1877 · 1878 · 1879 · 1880 · 1881 · 1882 · 1883 · 1884 · 1885 · 1886 · 1887 · 1888 · 1889 · 1890 · 1891 · 1892 · 1893 · 1894 · 1895 · 1896 · 1897 · 1898 · 1899 · 1900 · 1901 · 1902 · 1903 · 1904 · 1905 · 1906 · 1907 · 1908 · 1909 · 1910 · 1911 · 1912 · 1913 · 1914 · 1915–1918 · 1919 · 1920 · 1921 · 1922 · 1923 · 1924 · 1925 · 1926 · 1927 · 1928 · 1929 · 1930 · 1931 · 1932 · 1933 · 1934 · 1935 · 1936 · 1937 · 1938 · 1939 · 1940–1945 · 1946 · 1947 · 1948 · 1949 · 1950 · 1951 · 1952 · 1953 · 1954 · 1955 · 1956 · 1957 · 1958 · 1959 · 1960 · 1961 · 1962 · 1963 · 1964 · 1965 · 1966 · 1967
↓ open tijdperk ↓
1968 (m-v-md-vd-gd) · 1969 (m-v-md-vd-gd) · 1970 (m-v-md-vd-gd) · 1971 (m-v-md-vd-gd) · 1972 (m-v-md-vd-gd) · 1973 (m-v-md-vd-gd) · 1974 (m-v-md-vd-gd) · 1975 (m-v-md-vd-gd) · 1976 (m-v-md-vd-gd) · 1977 (m-v-md-vd-gd) · 1978 (m-v-md-vd-gd) · 1979 (m-v-md-vd-gd) · 1980 (m-v-md-vd-gd) · 1981 (m-v-md-vd-gd) · 1982 (m-v-md-vd-gd) · 1983 (m-v-md-vd-gd) · 1984 (m-v-md-vd-gd) · 1985 (m-v-md-vd-gd) · 1986 (m-v-md-vd-gd) · 1987 (m-v-md-vd-gd) · 1988 (m-v-md-vd-gd) · 1989 (m-v-md-vd-gd) · 1990 (m-v-md-vd-gd) · 1991 (m-v-md-vd-gd) · 1992 (m-v-md-vd-gd) · 1993 (m-v-md-vd-gd) · 1994 (m-v-md-vd-gd) · 1995 (m-v-md-vd-gd) · 1996 (m-v-md-vd-gd) · 1997 (m-v-md-vd-gd) · 1998 (m-v-md-vd-gd) · 1999 (m-v-md-vd-gd) · 2000 (m-v-md-vd-gd) · 2001 (m-v-md-vd-gd) · 2002 (m-v-md-vd-gd) · 2003 (m-v-md-vd-gd) · 2004 (m-v-md-vd-gd) · 2005 (m-v-md-vd-gd) · 2006 (m-v-md-vd-gd) · 2007 (m-v-md-vd-gd) · 2008 (m-v-md-vd-gd) · 2009 (m-v-md-vd-gd) · 2010 (m-v-md-vd-gd) · 2011 (m-v-md-vd-gd) · 2012 (m-v-md-vd-gd) · 2013 (m-v-md-vd-gd) · 2014 (m-v-md-vd-gd) · 2015 (m-v-md-vd-gd) · 2016 (m-v-md-vd-gd) · 2017 (m-v-md-vd-gd) · 2018 (m-v-md-vd-gd) · 2019 (m-v-md-vd-gd) · 2020 · 2021 (m-v-md-vd-gd) · 2022 (m-v-md-vd-gd) · 2023 (m-v-md-vd-gd) · 2024 (m-v-md-vd-gd)
Lijst van Wimbledonwinnaars · Toernooien per editie